# 科学技術殿堂

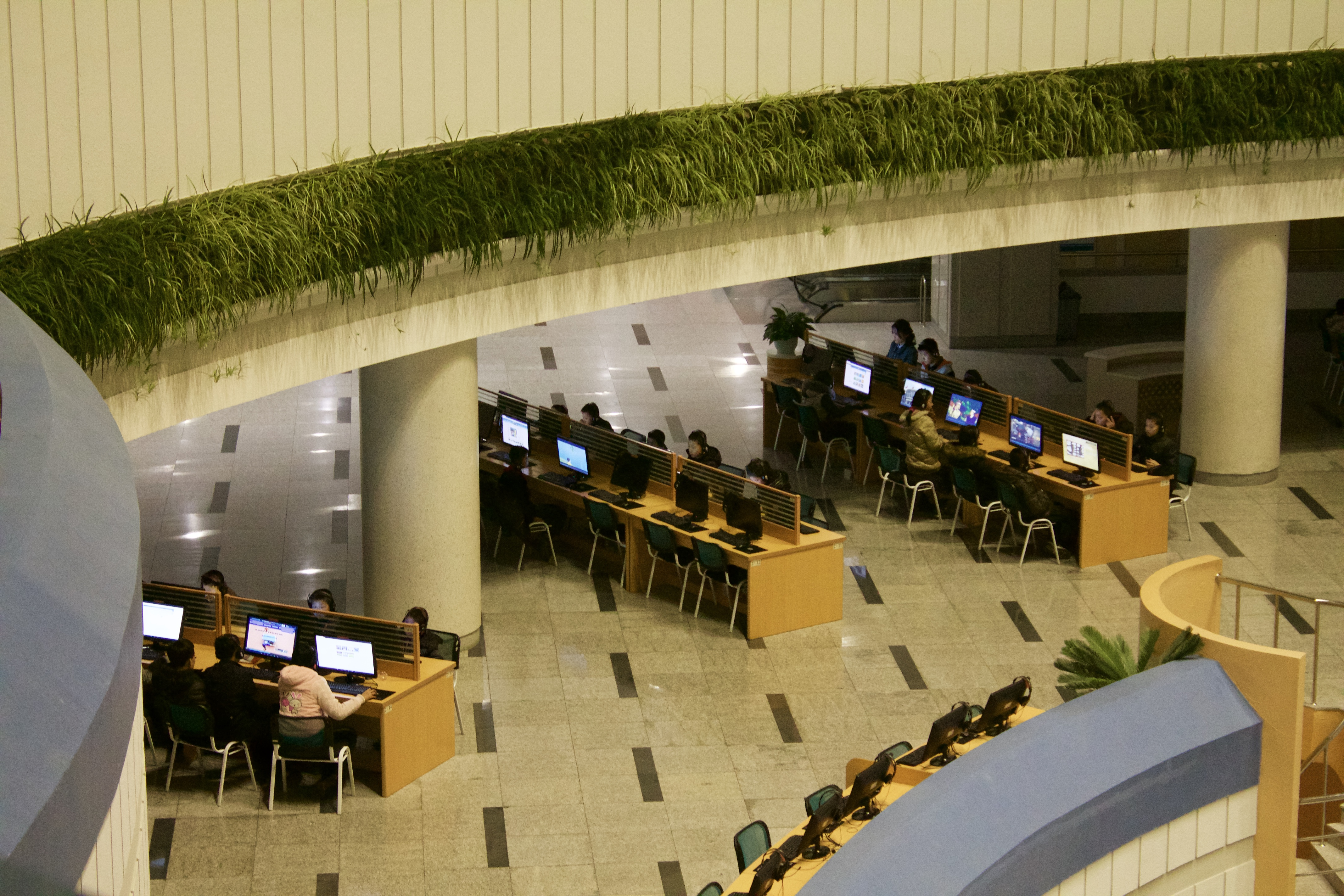
科学技術殿堂館内に設置されたコンピュータを操作する人々。

科学技術殿堂(かがくぎじゅつでんどう、朝鮮語: 과학기술전당)）は、朝鮮民主主義人民共和国平壌市のスク島に位置する、科学技術センターである。

## 概要
2016年1月、金正恩臨席のもと、竣工式が行われた。同年5月の朝鮮労働党第7次大会で金正恩は「科学技術殿堂を中心に全国的な普及ネットを構築し、最新の科学技術資料を中央から末端に至るまで水が流れるように普及するべきだ」と言及した。
この施設は10万平方メートルの面積があり、上空から見ると原子のような構造をイメージして作られている。館内には、科学技術館、科学探求館、先端科学技術館、応用科学技術館などで構成されている。
川沿いには大規模な太陽光パネルが設置してあり、科学技術殿堂の照明、冷暖房設備などの電力を自力で賄うことができる。